# Església de Santa Maria de Barrô
L'Església de Santa Maria de Barrô o església de Nossa Senhora da Assunção és una església romànica situada a Barrô, al municipi de Resende, a Portugal. L'edifici començà a construir-se al segle xii per iniciativa d'Egas Moniz, l'Aio ('Preceptor'), per donació d'Alfons I. En la generació següent s'adscrigué als Hospitalaris.(1) Al segle xvii se'n construí el campanar i durant el Barroc s'hi feren retaules de talla daurada.(1) El 1890 la façana principal es restaurà i també en les dècades de 1950 i 1960.(1) El 1922 fou classificada com a Monument nacional i està dins la Ruta del romànic.(1)